# 11811 Martinrubin
11811 Martinrubin este o planetă minoră (asteroid), cu un diametru de 2,747 km, din centura de asteroizi. A fost descoperită pe 2 martie 1981 la Observatorul Siding Spring de Schelte J. Bus și a fost numită după Martin Rubin⁠(d). 
Obiectul prezintă o orbită caracterizată de o semiaxă mare de 2,2302008 UAi, o excentricitate de 0,09, o înclinație de 3,43034 ° în raport cu ecliptica.